# Refavela
Refavela é um álbum de 1977 do cantor, compositor e músico Gilberto Gil, pelo selo Phonogram, da trilogia RE, que se refere aos álbuns: Refazenda (1975), Refavela e Realce (1979).

## História
Em 1977, Gilberto Gil participou do 2º Festival Mundial de Arte e Cultura Negra (FESTAC 77) em Lagos, Nigéria. O evento reuniu 50 mil artistas afrodescendentes e da diáspora negra, dentre eles o artista Fela Kuti, que influenciou Gil na sonoridade afrobeat e juju. Houve também a influência do funk americano; do reggae; dos blocos carnavalescos baianos Ilê Aiyê e Filhos de Gandhy, que propunham a reafricanização do carnaval; e do Movimento Black Rio. 
Assim como Refazenda, que revisitou suas raízes nordestina, o álbum Refavela surge com a ideia de revisitar suas raizes africanas. A canção "Babá Alapalá" reúne os orixás em um assunto de ancestralidade africana . "Balafon" é sobre o instrumento de mesmo nome que Gil ganhou de presente da Nigéria, a música tem a fórmula de compasso em 3/4 e é reconhecida pela estrutura poliritmica.

## Faixas
Todas as canções escritas por Gilberto Gil, exceto onde notado.
| Lado 1 |                       |                                                   |         |  |
| N.º    | Título                | Compositor(es)                                    | Duração |  |
| 1.     | "Refavela"            |                                                   | 3:40    |  |
| 2.     | "Ilê Ayê"             | Paulinho Camafeu                                  | 3:10    |  |
| 3.     | "Aqui e Agora"        |                                                   | 4:13    |  |
| 4.     | "No Norte da Saudade" | Gilberto Gil, Moacyr Albuquerque, Perinho Santana | 4:19    |  |
| 5.     | "Babá Alapalá"        |                                                   | 3:35    |  |

| Lado 2         |                       |                        |         |  |
| N.º            | Título                | Compositor(es)         | Duração |  |
| 6.             | "Sandra"              |                        | 3:03    |  |
| 7.             | "Samba do Avião"      | Tom Jobim              | 4:11    |  |
| 8.             | "Era Nova"            |                        | 4:51    |  |
| 9.             | "Balafon"             |                        | 2:39    |  |
| 10.            | "Patuscada de Gandhi" | Afoxé Filhos de Gandhi | 4:20    |  |
| Duração total: | Duração total:        | Duração total:         | 37:44   |  |

| Faixas bônus - relançamento em CD de 2003 |                             |         |  |
| N.º                                       | Título                      | Duração |  |
| 11.                                       | "Sítio do Pica-Pau Amarelo" | 3:27    |  |
| 12.                                       | "A Gaivota"                 | 5:34    |  |